# イノラート

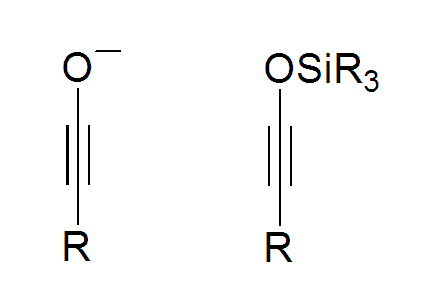
イノラートの構造

イノラート（ynolate）は、アルキンに負に帯電した酸素原子が置換した化合物である。イノラートは1975年にSchöllkopfとHoppeによって3,4-ジフェニルイソオキサゾールとn-ブチルリチウムから初めて合成された。その後、新藤によって、ジブロモエスエルからブロモ-リチウム交換により調製したエステルジアニオンの熱開裂を用いる簡便な手法が報告された。さらに、新藤らは最近、非臭素化単純エステルからのイノラート生成法も報告した。
イノラートは二重結合をもつエノラートと類似の構造を持つが、合成化学的にイノラートはケテンアニオン等価体であり、その反応性は大きく異なる。イノラートの最大の特徴は、連続的に分子極性を変化させながら新たな結合を作る点である。つまり、イノラートは強い求核剤であるため、求電子剤（E)と反応してケテンを与える。生じたケテンは求電子剤として働き、続いて求核剤（Nu)と容易に反応し、再び求核性をもつエノラートに変換される。さらに、このエノラートが求電子剤と反応することで、求電子性をもつカルボニルを与える。このような極性転換を伴う連続反応はこれまでに多く報告されている。